# Liparetrus seclusus
Liparetrus seclusus är en skalbaggsart som beskrevs av Britton 1980. Liparetrus seclusus ingår i släktet Liparetrus och familjen Melolonthidae. Inga underarter finns listade i Catalogue of Life.